# 格拉茨訴布林格案
格拉茨訴布林格案（Gratz v. Bollinger），539 US 244 (2003)，是美国最高法院就密西根大学本科肯定性行动招生政策所做出的案件裁決。2003年6月23日，美國首席大法官威廉·伦奎斯特宣讀判決書，表示最高法院以6-3的比數裁定该大学給少數族裔申請者加分20分的作法违宪，不過最高法院又以5-4的比數裁決學校为了增加学生的多样性而照顾少数种族的政策是合法的。

## 案件
密西根大学的招生政策規定申請者綜合分數必須達到100分（滿分150）才能可能會被录取。这所大学为非裔美国人、西班牙裔和美洲原住民等少数族裔群体申請者自动加分20分，而一般人如果SAT满分也只不過加12分。 
起訴者Jennifer Gratz和Patrick Hamacher都是密西根州的居民，他们向密西根大学文学、科学和艺术学院 (LSA)遞交了申請書，希望能入學。Gratz于1995 年秋季申请入学，Hamacher于1997 年秋季申请入学。两人随后都被大学拒绝录取。个人权利中心联系了Jennifer Gratz和Patrick Hamacher，并于1997年10月代表他们對密西根大學提起诉讼。